# Kouvélia (Arcadie)
Kouvélia (grec moderne : Κουβέλια) est une localité située dans le dème de Tripoli, dans le district régional d'Arcadie, dans la périphérie du Péloponnèse, en Grèce.
Selon le recensement de 2021, elle compte 22 habitants.